# 貝克點 (佛羅里達州)
貝克點（英語：Point Baker）是位於美國佛羅里達州聖羅薩縣的一個人口普查指定地區。

## 地理
貝克點的座標為30°41′25″N 87°03′13″W / 30.69028°N 87.05361°W，而該地最高點為海拔高度52米（即171英尺）。

## 人口
根據2010年美國人口普查的數據，貝克點的面積為16.69平方千米，當中陸地面積為16.63平方千米，而水域面積為0.06平方千米。當地共有人口2991人，而人口密度為每平方千米179人。